# Arthur (Dakota del Nord)
Arthur és una població dels Estats Units a l'estat de Dakota del Nord. Segons el cens del 2000 tenia 402 habitants.

## Demografia
Segons el cens del 2000, Arthur tenia 402 habitants, 129 habitatges, i 82 famílies. La densitat de població era de 102,1 hab./km².
Dels 129 habitatges en un 38,8% hi vivien nens de menys de 18 anys, en un 56,6% hi vivien parelles casades, en un 6,2% dones solteres, i en un 35,7% no eren unitats familiars. En el 32,6% dels habitatges hi vivien persones soles el 17,8% de les quals corresponia a persones de 65 anys o més que vivien soles. El nombre mitjà de persones vivint en cada habitatge era de 2,56 i el nombre mitjà de persones que vivien en cada família era de 3,3.
Per edats la població es repartia de la següent manera: un 28,9% tenia menys de 18 anys, un 2,5% entre 18 i 24, un 23,6% entre 25 i 44, un 15,9% de 45 a 60 i un 29,1% 65 anys o més.
L'edat mediana era de 40 anys. Per cada 100 dones de 18 o més anys hi havia 83,3 homes.
La renda mediana per habitatge era de 36.250 $ i la renda mediana per família de 41.875 $. Els homes tenien una renda mediana de 28.750 $ mentre que les dones 19.583 $. La renda per capita de la població era de 13.948 $. Entorn del 7,9% de les famílies i el 9,1% de la població estaven per davall del llindar de pobresa.

## Poblacions més properes
El següent diagrama mostra les poblacions més properes.